# Église Notre-Dame-de-l'Assomption-de-la-Très-Sainte-Vierge de Saulx-les-Chartreux
Pour les articles homonymes, voir Église Notre-Dame-de-l'Assomption.
L'église Notre-Dame-de-l'Assomption-de-la-Très-Sainte-Vierge est une église paroissiale de culte catholique dédiée à l'Assomption de la Vierge Marie, située dans la commune française de Saulx-les-Chartreux et le département de l'Essonne.

## Situation
| \| Position de l'Église Notre-Dame-de-l'Assomption-de-la-Très-Sainte-Vierge en Essonne. · Église Notre-Dame-de-l'Assomption-de-la-Très-Sainte-Vierge \| Position de l'Église Notre-Dame-de-l'Assomption-de-la-Très-Sainte-Vierge en Essonne. |
| Position de l'Église Notre-Dame-de-l'Assomption-de-la-Très-Sainte-Vierge en Essonne. · Église Notre-Dame-de-l'Assomption-de-la-Très-Sainte-Vierge                                                                                            |

L'église Notre-Dame-de-l'Assomption-de-la-Très-Sainte-Vierge est implantée au cœur du bourg de Saulx-les-Chartreux sur la rive droite de la rivière l'Yvette, à quelques centaines de mètres du lac de Saulx-les-Chartreux et du château de Monthuchet, dans la rue principale constituée par la route départementale 118, sur un terrain dédié au maraîchage à proximité du cimetière municipal.

## Histoire
L'église Notre-Dame-de-l'Assomption a été élevée au XIIe siècle.
Au XVIIe siècle furent ajoutés les fonts baptismaux.
Au XVIIIe siècle fut ajouté le porche en pierre en façade, l'intérieur fut décoré de peinture et meublé de stalles.
L'église fut inscrite aux monuments historiques le 6 mars 1926.

## Description
L'église est construite en grès et briques selon un plan simple, elle se compose d'une nef voûtée en berceau soutenue par des poutres transversales, à trois travées séparée par des piliers ronds du XIIe siècle, ouvrant sur deux collatéraux à cinq travées à voûtes d'ogive, le tout menant vers le chœur lui aussi à voûte d'ogive et à chevet plat percé d'une large baie et de deux plus petites du XVe siècle.
Sur le bas-côté sud s'élève la tour du clocher à contrefort et baies géminées du XIIe siècle. Deux chapelles complètent l'édifice, l'une dédiée à la Vierge Marie et l'autre à Saint-Vincent. Un porche en pierre de taille à quatre piles fut ajouté au XVIIIe siècle.
L'église est équipée de fonts baptismaux en pierre du XVIIe siècle, de stalles du XVIIIe siècle et d'une huile sur toile carrée de deux mètres par deux mètres de style Louis XV représentant L'Adoration des mages.

## Galerie

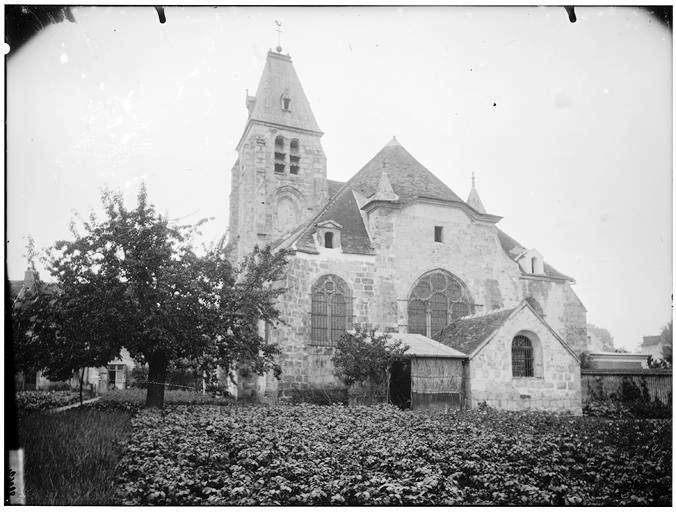
Le chevet et le clocher au XIXe siècle.

## Pour approfondir

## Sources
1. ↑  « Fiche de l'église Notre-Dame de l'Assomption », notice no PA00088016, sur la plateforme ouverte du patrimoine, base Mérimée, ministère français de la Culture Consulté le 26/04/2009.
2. ↑  Présentation de l'église sur le site topic-topos.com Consulté le 26/04/2009.
3. ↑  Fiche de l'église sur le site du diocèse. Consulté le 26/04/2009.
4. ↑  Fiche du tableau de l'Adoration des Mages sur le site topic-topos.com Consulté le 26/04/2009.